# Tafarnout

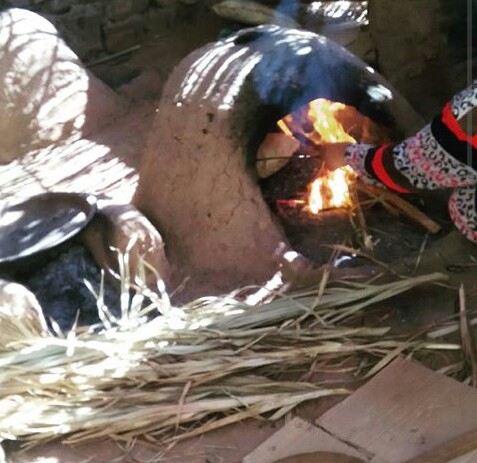
Tafarnout, pain traditionnel

Le tafarnout est un pain de la région du Souss, au Maroc, cuit dans un four en terre cuite du même nom et qui accompagne les tajines, ou un assortiment appelé timkiline, composé entre autres d'huile d'argan, d'amlou et d'huile d'olive.